# رانجيث (مخرج)
رانجيث بالاكريشنان (بالإنجليزية: Ranjith) (مواليد 5 سبتمبر 1964) هو مخرج أفلام هندي وكاتب سيناريو وشاعر غنائي ومنتج وممثل يعمل في السينما المالايالامية.

## حياته
ولد رانجيث في بالوسري في كاليكوت بولاية كيرلا، وتخرج من مدرسة الدراما والفنون الجميلة في جامعة كاليكوت، تريسور، عام 1985، ظهر لأول مرة في الإخراج عام 2002، فازت بعض أفلامه بجائزة السينما الوطنية لأفضل فيلم روائي طويل باللغة الماليالامية، وذلك في عامي 2008 و 2011 على التوالي. وهو أيضًا الرئيس الحالي لأكاديمية ولاية كيرلا في تشالاتشيترا.

## روابط خارجية
- رانجيث على موقع IMDb (الإنجليزية)
- رانجيث على موقع أول موفي (الإنجليزية)
- رانجيث على موقع قاعدة بيانات الفيلم (الإنجليزية)
- رانجيث على موقع كينوبويسك (الروسية)
- رانجيث على موقع كينوبويسك (الروسية)